# Katsjaryna Dzehalevitj
Katsjaryna Dzehalevitj (hviderussisk: Кацярына Міхайлаўна Дзегалевіч tr. Katsjaryna Mikhajlawna Dzehalevitj ; russisk: Екате́рина Миха́йловна Деголе́вич tr. Jekatarina Mikhajlovna Degolevitj, født 3. maj 1986 i Minsk, Hviderussiske SSR,Sovjetunionen) er en kvindelig professionel tennisspiller fra Hviderusland.
Katsjaryna Dzehalevitj højeste rangering på WTA single rangliste var som nummer 134, hvilket hun opnåede 6. oktober 2008. I double er den bedste placering nummer 64, hvilket blev opnået 29. september 2008.